# Santa sangre
Santa sangre és una pel·lícula de terror surrealista avantguardista del 1989 dirigida per Alejandro Jodorowsky i escrita per Jodorowsky juntament amb Claudio Argento i Roberto Leoni. És protagonitzat per Axel Jodorowsky, Adan Jodorowsky, Teo Jodorowsky, Blanca Guerra, Thelma Tixou, i Guy Stockwell. És una coproducció internacional de Mèxic i Itàlia, està ambientada a Mèxic i explica la història de Fenix, un noi que va créixer en un circ i la seva lluita contra el trauma infantil. Està signat a la llista de les 500 millors pel·lícules de tots els temps de la revista Empire. També figura en el número 54 de Les 100 millors pel·lícules mexicanes de la història.

## Sinopsi
Narra alguns episodis de la infància i edat adulta de Fènix i la seva relació amb la seva mare Concha i el seu pare Orgo, tots una família dedicada a l'espectacle circense. Quan era petit, Fènix vivia en un circ del qual el seu pare era l'amo (a més del llançador de ganivets). Concha era la sacerdotessa d'una església que venerava com a santa a una nena els braços de la qual li van ser arrencats mentre la violaven. L'arribada d'una dona tatuada al circ (al costat de la seva protegida, l'equilibrista sordmuda Ànima) i les infidelitats que el pare de Fènix protagonitza en la seva companyia, conjuminades a l'enderrocament de l'església de Concha, acaben amb la paciència de la dona, qui ataca al seu marit i aquest la mutila, i se suïcida davant de Fènix poc després. Ara, Fènix és un jove reclòs en un psiquiàtric.

## Repartiment
- Axel Jodorowsky... Fénix
- Blanca Guerra... Concha
- Guy Stockwell... Orgo
- Thelma Tixou... Mujer tatuada
- Sabrina Dennison... Alma
- Faviola Elenka Tapia... Alma joven
- Adan Jodorowsky... Fénix joven
- Teo Jodorowsky... Proxeneta
- Gloriella... Rubí

## Producció
Roberto Leoni, que havia treballat a la biblioteca d'un hospital psiquiàtric on havia estat en contacte amb persones que patien trastorns mentals, va desenvolupar una història sobre el trastorn dissociatiu de la identitat que va explicar a Claudio Argento durant un temps que van treballar junts. Argento va apreciar la història i la va afegir i, amb Leoni, van decidir presentar-la al director que els semblava el més adequat per al material, Alejandro Jodorowsky. Després de la seva pel·lícula de culte La montaña sagrada de 1974, a Jodorowsky se li va demanar que dirigís una versió cinematogràfica de l'èpica novel·la de ciència-ficció de Frank Herbert Duna, però el projecte fou abandonat i, excepte la faula infantil Tusk el 1980, semblava haver desaparegut de l'escena internacional. Claudio Argento el va localitzar i va parlar amb el seu agent. Jodorowsky va acceptar una reunió a París, però ell només volia conèixer Leoni perquè volia conèixer qui va escriure la història. Leoni va anar a París i va conèixer Jodorowsky, que volia saber exactament quan va escriure la història. Leoni va recordar que va ser durant una nit determinada i Jodorowsky es va decebre perquè aquella nit va anar a dormir d'hora i l'àngel de les històries va passar per sobre de París per portar-li la història, va veure que dormia i continuava a Roma, va veure que Leoni estava despert i li va donar la història. Però la història era seva i Leoni era un lladre! Després, Jodorowsky va desenvolupar aquesta història amb la seva imaginació i el seu art, explicant també a Leoni la història de Gregorio Cárdenas Hernández, que en alguns aspectes eren similars, i junts van escriure el guió de Santa Sangre.

## Estrena
Tot i que és una coproducció mexicana-italiana, Santa Sangre està en anglès, amb l'àudio doblat i moviments lleugerament apagats que només s'afegeixen a la fascinant i inquietant aura de la pel·lícula. Als Estats Units, foi classificada NC-17 per "diverses escenes de violència extremadament explícita". No obstant això, es va publicar una versió editada amb una qualificació R per "estranya violència gràfica i sensualitat, i pel contingut de drogues". Independentment, Santa Sangre no va rebre una estrena àmplia als Estats Units, només es va projectar en algunes sales familiaritzats amb el treball anterior de Jodorowsky.
El 2004 es va publicar un DVD del Regne Unit d'Anchor Bay. El 25 de gener de 2011 Severin Films va llançar la pel·lícula tant en DVD com en Blu-ray amb més de "cinc hores d'extres exclusius". En Halloween 2019, el Morbido Fest, un festival amb seu a Ciutat de Mèxic, va celebrar una projecció celebrativa del 30è aniversari de Santa Sangre; remasteritzat en 4K per Severin Films a partir d'un escaneig del negatiu original de la càmera. A Itàlia, del 25 al 27 de novembre de 2019, la societat cinematogràfica Videa va celebrar el 30è aniversari projectant la versió restaurada en 4K a determinades sales.

## Crítiques
La pel·lícula va ser generalment ben rebuda, i finalment fou classificar en el 476è lloc de la llista de les 500 millors pel·lícules de tots els temps de la revista Empire el 2008. Un crític de la britànica Film 4 descriu la pel·lícula com "una de les millors pel·lícules de Jodorowsky" que "ressona amb tot el poder inquietant d'un malson pesat filtrat a través de la lent al·lucinant de la psicodèlia dels anys seixanta".
Roger Ebert va dir que creia que portava el missatge moral de contraposar-se realment al mal, en lloc de celebrar-lo com la majoria de les pel·lícules de terror contemporànies. Ebert la va descriure com "una pel·lícula de terror, una de les més grans, i després d'esperar pacientment a través d'innombrables pel·lícules per adolescents morts, Alejandro Jodorowsky em recorda que el veritable horror psíquic és possible a la pantalla: terror, poesia, surrealisme, dolor psicològic i humor negre, alhora."
A l'octubre de 2020, la pel·lícula tenia una puntuació del 86% al lloc web de l'agregador de ressenyes Rotten Tomatoes basada en 42 ressenyes, amb una mitjana ponderada de 7,38/10. El consens del lloc afirmava: "Aquells que no estiguin familiaritzats amb l'estil d'Alejandro Jodorowsky poden trobar-lo aclaparador, però Santa Sangre és un provocatiu viatge psicodèlic que presenta els tocs de violència, vulgaritat i un centre moral estranyament personal del director".

## Premis i nominacions
La pel·lícula es va projectar a la V Mostra de Cinema Mexicà de Guadalajara, on diversos grups de persones van sortir de la sala durant la projecció.
| Premi                                                                     | Data de la cerimònia | Categoria                           | Destinatari (s)      | Resultat  | Ref(s) |
| ------------------------------------------------------------------------- | -------------------- | ----------------------------------- | -------------------- | --------- | ------ |
| Festival Internacional de Cinema de Canes                                 | 11–23 maig 1989      | Premi Un Certain Regard             | Alejandro Jodorowsky | Nominat   | [ 16 ] |
| Festival Internacional de Cinema Fantàstic de Sitges                      | 6-14 octubre 1989    | Premi Gorilla al millor director    | Alejandro Jodorowsky | Nominat   | [ 17 ] |
| Festival Internacional de Cinema de Chicago                               | 1989                 | Hugo de Plata al millor director    | Alejandro Jodorowsky | Nominat   | [ 18 ] |
| Festival international du film fantastique et de science-fiction de Paris | 1989                 | Licorne d'or a la millor pel·lícula |                      | Guanyador |        |
| Festival Internacional de Cinema Fantàstic de Brussel·les                 | 1990                 | Corbeau d'or al millor director     | Alejandro Jodorowsky | Nominat   | [ 19 ] |
| IMAGFIC - Festival Internacional de Cine Imaginario de Madrid             | 1990                 | Millor pel·lícula                   |                      | Guanyador | [ 20 ] |
| Premis Saturn                                                             | 1991                 | Millor actuació d’un actor debutant | Adán Jodorowsky      | Guanyador |        |
| Premis Saturn                                                             | 1991                 | Millor pel·lícula de terror         |                      | Nominat   |        |
| Premis Saturn                                                             | 1991                 | Millor actor                        | Axel Jodorowsky      | Nominat   |        |
| Premis Saturn                                                             | 1991                 | Millor actriu                       | Blanca Guerra        | Nominat   |        |
| Premis Saturn                                                             | 1991                 | Millor jove actriu                  | Faviola Elenka Tapia | Nominat   |        |
| Premis Saturn                                                             | 1991                 | Millor director                     | Alejandro Jodorowsky | Nominat   |        |
| Premis Saturn                                                             | 1991                 | Millor banda sonora                 | Simon Boswell        | Nominat   |        |

Santa Sangre es considera una pel·lícula de culte i la impressió restaurada de la pel·lícula es va projectar el 2008 a Cannes Classics.
També es va projectar durant el Festival Internacional de Cinema de Locarno el 2019.